# チアフル!
『チアフル!』は、戯画から2007年1月26日に発売された18禁恋愛アドベンチャーゲーム。
初回版にはサウンドトラックが、予約特典として特製おうえんドラマCDが付属した。

## ストーリー
風間俊は、幼馴染で憧れの桜木百合香と付き合うためだけに落ちこぼれの成績から猛勉強を重ねて難関名門校「姫百合学園」に合格を果たす。しかし、入学式当日に百合香に告白するも、あっけなく振られてしまう。呆然とする中、チアリーディング部「Lilies」（リリーズ）部長の橘美雪が話しかけてくる。強引に部室に連れて行かれ、美雪たちに事情を聞かされた俊は、彼女たちのチアスピリットに触れ、次第にチアリーディングに魅かれていく。

## 登場人物
風間 俊（かざま すぐる）
主人公。近年の主人公像とは異なり序盤から終盤にかけてはっきりと成長が窺える。精神力も高く少々優柔不断なところが見られるが、他ヒロインと結ばれるために百合香への思いを完全に断ち切るさまはなかなかの「漢」ぶりである。
桜木 百合香（さくらぎ ゆりか）
俊の幼馴染で憧れの先輩。俊のことを弟のように可愛がっている。妙にずれた天然なところがあるが、優等生。運動神経も伸身のバック宙ができるほど抜群。ミス姫百合にノミネートされるほどの人気を持っているが、美雪の協力で数々の男性からの交際をいっぺんに断った経歴がある。
かつてはチア部に在籍していたが、事件発覚後悩んだ挙句一時退部した。
橘 美雪（たちばな みゆき）
チアリーディング部部長。実家は格闘技道場を営んでおり、背中には無数の傷跡がある。男子空手部や柔道部に乗り込んでは全員倒してしまうなど、英雄が去った後の姫百合学園最強の存在である。さらにその話に尾ひれが付いてしまった為、楓や女子運動部の部長達を中心に敵が多く、数多くの生徒に恐れられているが本人は殆ど気にしていない。
ストーリー中にソフトボール部のヘルプで試合に出ることがあり、その時のフォームは落合博満で、バッティングは岩鬼並みの悪球打ちを誇る。
秋野 もみじ（あきの もみじ）
俊の隣に住む同い年の女の子で、俊の舎弟。普段から俊の世話を焼き、好意を持ってはいるが、俊の百合香への想いを理解して見守っている。押しに弱く、一時入った料理部で男性部員にもてまくってしまう。物語後半でチア部に移籍する。
夏木 双葉（なつき ふたば）
チアリーディング部部員の2年生。自称能天気・陽気な橘の舎弟。元陸上部員でスポーツだけでなく、漫画やコスプレなど趣味が多いが、器用貧乏のためどの分野でも1番になることは出来なかった。そのため、逆に1番になる人を応援する為にチア部に移籍した。実は幼少期に一度、俊に会っている。チア部の赤いユニフォームは双葉がデザインしたものである。
白樺 梢（しらかば こずえ）
チアリーディング部部員の2年生。左目にある泣きぼくろと巨乳がトレードマーク。過去に起こした事件（実は冤罪）から停学になった経歴があり、普段の言動から遊び人と思われているが実はチアリーディングの事は真面目に考えている。ダンスの経験があり、美雪や双葉が入部するより前からチア部に在籍している。
梢は俊のことを「すぐるん」と呼ぶ。
佐藤 一太郎（さとう いちたろう）
チアリーディング部部室を間借りして様々な幽霊サークルを主宰する謎の男。学園の在籍は非常に長いが、俊と同い年のため俊のことを「兄弟」と呼ぶ。俊は一太郎の居る部室のスペースを「デンジャラスゾーン」と呼ぶ。
彼も幽霊サークル潰しを狙う楓に常に狙われている。
白樺 楓（しらかば かえで）
梢の姉で生徒会長。俊の入学前に起きた事件による勘違いが原因により、チア部及び数多くの幽霊サークルの廃部を画策している。また性格も、事件以降は度が過ぎるほどにヒステリックで潔癖症になった為に人望はなく、周りから恐れられている。
実は梢に「えでりん」と呼ばれている。
英雄（ひでお）
梢・楓の幼馴染で、姫百合学園の番長。梢と起こした事件の後、失踪している。

## スタッフ
- 原画：古野将士、七海綾音
- シナリオ：卑影ムラサキwith企画屋

## 主題歌
「Lilies Line」
作詞・歌：KOTOKO / 作曲・編曲：C.G mix（I've）
初回版に付属の「サウンドトラック」にフルコーラス版が収録されている。

## 備考
- 当初、本作は2004年に違う原画家で制作告知されていたが、上記の原画家に交代して発売された。理由は説明されていない。